# 회덕면
회덕면(懷德面)은 충청남도 대덕군에 있었던 행정 구역이다. 현재는 대전광역시에 속하고, 그 대부분이 대덕구의 남부가 되었다.

## 역사
1914년의 행정구역과 현재의 행정구역 비교
| 1914년          | 1914년                                                                       | 현재              | 현재                                                                       |
| 면              | 정·리                                                                        | 구·면             | 동·리                                                                      |
| --------------- | ---------------------------------------------------------------------------- | ----------------- | -------------------------------------------------------------------------- |
| 내남면 (內南面) | 용전리                                                                       | 대전광역시 동구   | 용전동                                                                     |
| 내남면 (內南面) | 비래리, 송촌리, 중리, 법동리, 오정리, 대화리, 읍내리, 연축리, 신대리, 와동리 | 대전광역시 대덕구 | 비래동, 송촌동, 중리동, 법동, 오정동, 대화동, 읍내동, 연축동, 신대동, 와동 |

| 1914년 이전   | 1914년 이전                              | 현재   | 현재        |
| 면            | 리                                       | 구     | 동          |
| ------------- | ---------------------------------------- | ------ | ----------- |
| 회덕군 서면   | 구만리                                   | 대덕구 | 대화동 일부 |
| 회덕군 서면   | 노촌                                     | 대덕구 | 오정동 일부 |
| 회덕군 외남면 | 동산리 일부                              | 대덕구 | 오정동 일부 |
| 회덕군 외남면 | 용전리                                   | 동구   | 용전동 일부 |
| 회덕군 내남면 | 송촌 일부                                | 동구   | 용전동 일부 |
| 회덕군 내남면 | 대양리, 신촌, 비래리 일부                | 대덕구 | 비래동      |
| 회덕군 내남면 | 비래리, 송촌, 중리 각 일부               | 대덕구 | 송촌동      |
| 회덕군 내남면 | 봉동, 중리, 상오리, 오정리, 법동 각 일부 | 대덕구 | 중리동      |
| 회덕군 내남면 | 법동 일부                                | 대덕구 | 법동        |
| 회덕군 내남면 | 내동, 노촌, 상오리, 오정리, 봉촌 각 일부 | 대덕구 | 오정동 일부 |
| 회덕군 내남면 | 율사동, 대화리, 구만리, 법동 각 일부     | 대덕구 | 대화동 일부 |
| 회덕군 내남면 | 후곡리, 금성리, 교동리, 읍내리, 당하리   | 대덕구 | 읍내동      |
| 회덕군 현내면 | 연축동 일부                              | 대덕구 | 연축동      |
| 회덕군 현내면 | 신대리, 목동, 와동, 연축동 각 일부       | 대덕구 | 신대동      |
| 회덕군 현내면 | 평촌, 목동, 와동 각 일부                 | 대덕구 | 와동        |

- 1895년 6월 23일 회덕군  내남면(內南面) 현내면(縣內面)
- 1914년 4월 1일 대전군 내남면[3]
- 1917년 10월 1일 대전군 회덕면[4]
- 1935년 10월 1일 대덕군 회덕면
- 1963년 1월 1일 대화리, 오정리, 용전리가 대전시에 편입되었다.[5]
- 1973년 7월 1일 북면에서 신탄진읍으로 승격되었다.[6] (2읍 7면)
- 1983년 2월 15일 : 회덕면 일원이 동구에 편입되어 회덕면이 폐지되었다.[7]
- 1989년 1월 1일 대전시가 대덕군을 편입하여 대전직할시로 승격되면서 용전리를 제외한 옛 회덕면 지역이 신설 대덕구에 속하게 되었다.[8]

## 같이 보기
- 회덕동 (대전)
- 대덕구